# Patrice Bailly-Salins
Patrice Bailly-Salins   (Morez, 21 de juny de 1964) és un biatleta francès, ja retirat, que va competir durant la dècada de 1990.
Durant la seva carrera esportiva va prendre part en tres edicions dels Jocs Olímpics d'Hivern, el 1992, 1994 i 1998, sempre disputant proves del programa de biatló. El millor resultat el va obtenir als Jocs de Lillehammer de 1994, on guanyà la medalla de bronze en la prova del relleu 4x7,5 quilòmetres formant equip amb Thierry Dusserre, Lionel Laurent i Hervé Flandin.
En el seu palmarès també destaca una medalla d'or i una de plata en els cinc Campionats del món de biatló que disputà.